# Ludwig Frege

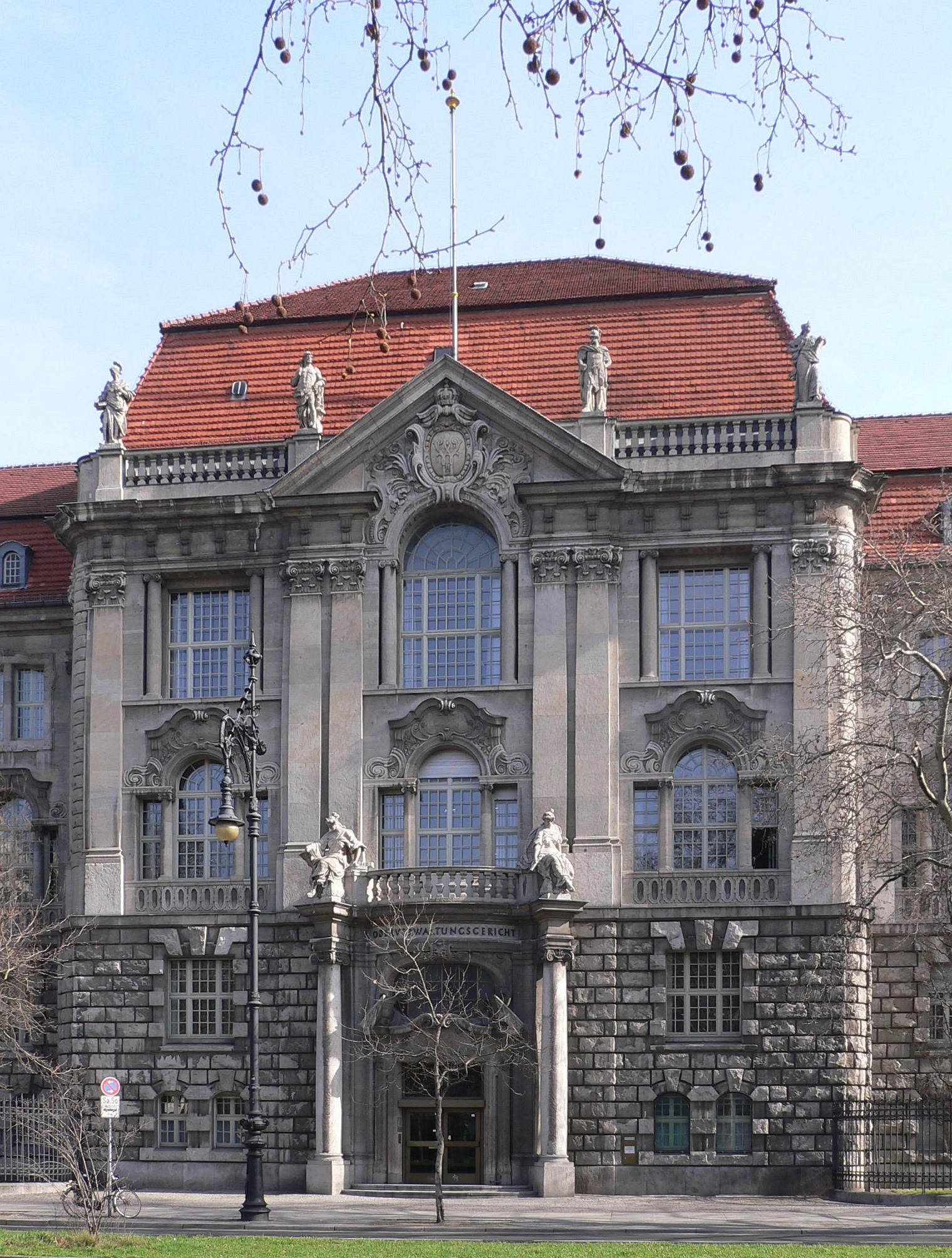
Der langjährige Amtssitz von Ludwig Frege. Das 1875 errichtete Gebäude in der Hardenbergstraße 31 (hinter dem Bahnhof Zoo) war ab 1907 Sitz des Preußischen Oberverwaltungsgerichtes in Berlin, nach dem Zweiten Weltkrieg bis 1953 des Verwaltungsgerichts für den Britischen Sektor, und von 8. Juni 1953 bis August 2002 auch des Bundesverwaltungsgerichtes; heute ist es Sitz des OVG Berlin-Brandenburg

Wolfgang Christian Ludwig Frege (* 28. August 1884 in Potsdam; † 25. März 1964 in Überlingen) war ein deutscher Jurist, erster Präsident des Verwaltungsgerichts Berlin sowie erster Präsident des Bundesverwaltungsgerichtes.

## Leben
Freges Eltern waren Franz Friedrich Konrad Frege (* 26. Oktober 1843; † 1920 in Liegnitz), und Anna Maria Luisa geb. Christiani. Als der Vater sich in erster Ehe am 6. Oktober 1873 in der Nikolaikirche zu Berlin mit Auguste Hedwig Agnes Nitsche (* 15. August 1846) verheiratete, war sein Beruf Königlicher Staatsanwalt-Gehilfe zu Angermünde. Franz Frege war ein Sohn des Theologen und Berlin-Schöneberger Pfarrers Ferdinand Ludwig Frege (* 6. Juli 1804 in Berlin; † 6. Juli 1883 in Schönberg), nach dem die Fregestraße im Berliner Ortsteil Friedenau benannt wurde. Urgroßvater Johann Christoph Frege (1750–1829) war Bürger und Schneidermeister zu Berlin.
Nach seinem Abitur 1903 studierte Frege Rechts- und Staatswissenschaften an den Universitäten Heidelberg, Berlin und Breslau. In Heidelberg wurde er 1904 Mitglied des Corps Vandalia. 1908 promovierte er zum Dr. iur. Im Jahr 1912 trat er nach seinem 2. Staatsexamen in den preußischen Justizdienst ein. In dieser Laufbahn war er zuletzt ab 1932 beim Preußischen Oberverwaltungsgericht in Berlin tätig und stieg bis zum Oberverwaltungsgerichtsrat auf. 1942 wurde er in den Ruhestand versetzt. Daraufhin war er von 1942 bis 1945 als Rechtsgutachter bei der Deutschen Industriebank angestellt. Nach Ende des Zweiten Weltkriegs wurde er ab 1945 zunächst Präsident des Bezirksverwaltungsgerichtes Berlin-Zehlendorf, ab 1951 der erste Präsident des im selben Jahr neu errichteten Verwaltungsgerichts Berlin. Am 13. März 1953 wählte ihn der Richterwahlausschuss zum ersten Präsidenten des durch Gesetz vom 23. September 1952 neu geschaffenen Bundesverwaltungsgerichtes. Er übte das Amt von der Eröffnung des Gerichts (zugleich seine Amtseinführung) am 8. Juni 1953 bis ins Jahr 1955 aus.
Frege heiratete am 5. August 1918 in Berlin-Grunewald Eva Gertrud Clara Reitzenstein (* 26. Oktober 1894 in Breslau), eine Tochter des Landesgerichtspräsidenten Hermann Reitzenstein und Hermina geb. Friedensburg.
Frege war seit 1956 Mitglied der Gesetzlosen Gesellschaft zu Berlin, in der zahlreiche Mitglieder der „gesellschaftlichen Elite“ Preußens zu finden waren. Auch Freges Sohn Joachim Frege schlug die Richterlaufbahn ein. Dessen Sohn Michael Frege wurde ebenfalls Rechtsanwalt, während sein jüngster Sohn Andreas Frege unter dem Künstlernamen Campino als Sänger der Rockgruppe Die Toten Hosen bekannt wurde.

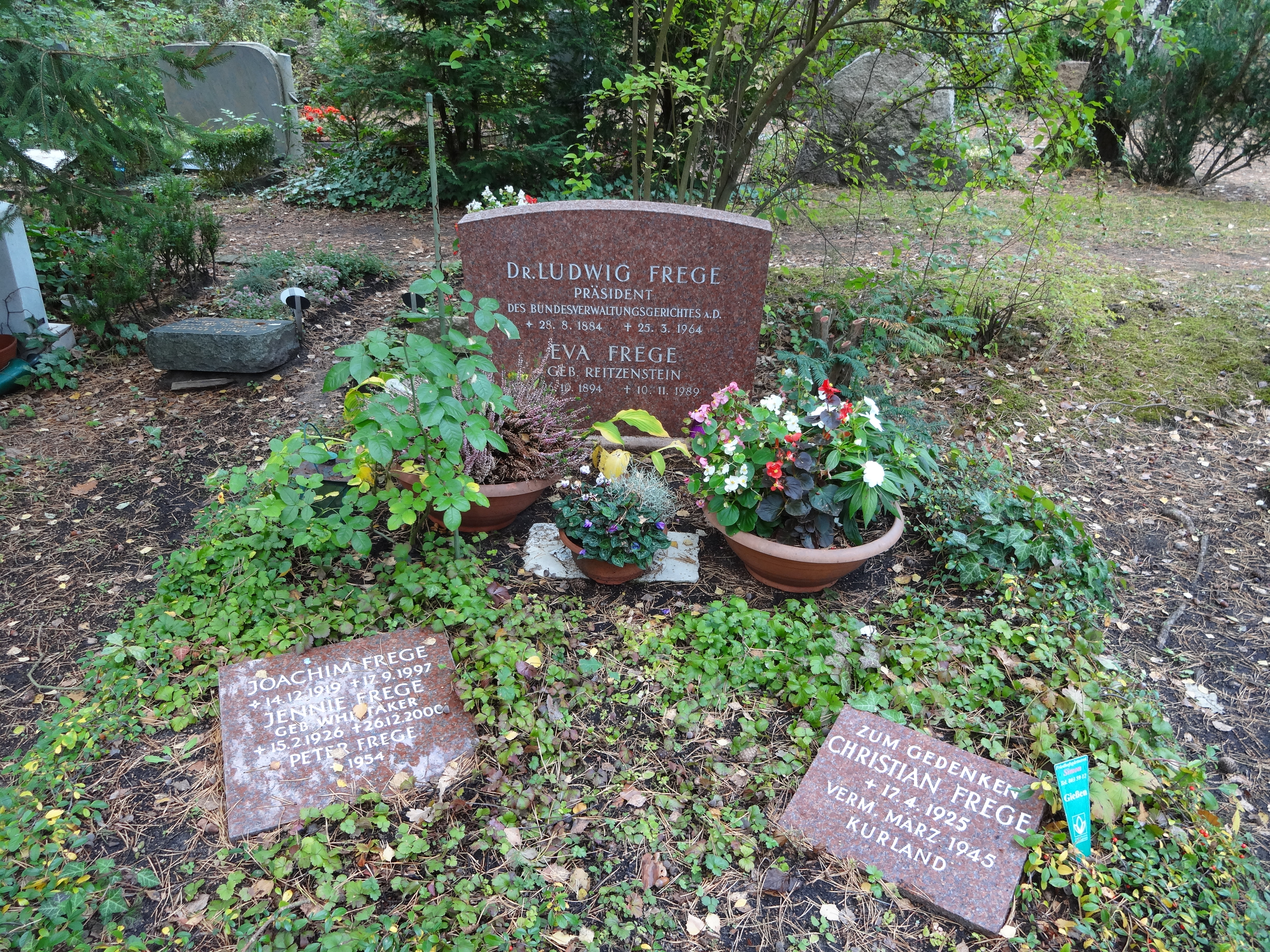
Freges Grabstätte auf dem Waldfriedhof Zehlendorf

Ludwig Frege war Nachfahre von Joachim Frege (* vor 1687 in Neuruppin; † 1747 ebenda), Bürger und Tuchmacher in Neuruppin, ein Bruder von Pfarrer Christian Frege (* 17. August 1682 in Neuruppin; † 22. November 1753 in Lampertswalde), Ahnherr der Linie Frege, der das Fregehaus in Leipzig gehörte.
Frege ist auf dem Waldfriedhof Zehlendorf bestattet.